# Delphine Lizé
Delphine Lizé est une pianiste française née le 18 août 1979 à Nice.

## Biographie
Delphine Lizé étudie le piano au conservatoire à rayonnement régional de Nice, puis entre au conservatoire national supérieur de musique et de danse de Paris, où elle reçoit un premier prix de piano. Elle se perfectionne ensuite à la Hochschule für Musik de Hambourg avec Grigory Gruzman (de). En 1995, elle est nommée aux Victoires de la musique classique dans la catégorie « jeune espoir ».
Le label Intrada distribue en 2006 son premier disque : Delphine Lizé - Œuvres pour piano de Robert Schumann (Fantasiestücke op.12 - Davidsbündlertänze op.6). Elle sort en 2007 son deuxième disque, également produit par Intrada, Récital à la salle Pleyel, consacré à Liszt, Beethoven, Prokoviev, Schumann et Chopin,.